# Sven Erik Sköldberg
Sven Erik Sköldberg, född 26 november 1806 i Edsbergs socken, Närke, död 15 februari 1884 i Södertälje, var en svensk gynekolog.

## Biografi
Sköldberg studerade vid Uppsala universitet, där han avlade medicine licentiatexamen 1832 och promoverades till medicine doktor 1835. Han utnämndes 1840 till provinsialläkare i Jönköping, företog flera utländska studieresor och förvaltade ett medicinalrådsämbete 1863–1864, varefter han tog avsked och bosatte sig på sin egendom Hässlö i Lerbo socken, Södermanland. Sköldberg var den förste, som i Sverige gjorde behandling av kvinnosjukdomar till en specialitet, och han ägde på detta område en betydande praktik. Utom uppsatser i "Hygiea" författade han bland annat Om Chorean inom Jönköpings län och det deraf uppkomna religiösa svärmeriet (1843), Lifmodersjukdomar (1807) och Sårades vård i fält (1864).

### Familj
Sven Erik Sköldberg var son till en kusin till Per Adolf Sköldberg. Han gifte sig 1837 med Malin Åstrand (född 1811) som var syster till författaren Wendela Hebbe och dotter till kyrkoherden i Norra Sandsjö Samuel Åstrand (1767–1827) och hans andra hustru Maria Lund (1776–1847). Sven Erik Sköldberg var bror till lantbrukarna och riksdagsmännen Carl Gustaf och Adolf Sköldberg. Han var far till Sven Sköldberg och Thecla Wrangel, farfar till sångförfattaren Sigrid Sköldberg-Pettersson och morfar till författaren Erik Sparre.